# Saison 6 de Fais pas ci, fais pas ça
 (juillet 2023).
Si vous disposez d'ouvrages ou d'articles de référence ou si vous connaissez des sites web de qualité traitant du thème abordé ici, merci de compléter l'article en donnant les références utiles à sa vérifiabilité et en les liant à la section « Notes et références ».
Chronologie
Saison 5 Saison 7
Cet article présente la sixième saison de la série télévisée Fais pas ci, fais pas ça.

## Résumé de la saison
Tiphaine et Christophe s'installent avec l'aide des Lepic et des Bouley. Fabienne est stressée par son travail, Soline et Charlotte sont en plein dans leurs études. Quant à Tiphaine, elle apprend qu'elle est enceinte. Renaud n'a plus le temps de s'occuper de sa famille, avec le patron qui lui donne des dossiers et des rapports à faire tous les jours. Valérie veut se trouver un nouveau travail et Denis va obtenir un gros contrat avec une agence. Eliott, lui, s’intéresse plus aux filles qu'à ses études. Lucas a des problèmes, il se fait souvent pipi dessus quand Fabienne et Renaud se disputent. Charlotte porte un lourd secret qu'elle n'arrive plus à garder pour elle. Soline va foirer ses études en trichant à son examen.

## Épisodes

### Épisode 1:Changeons tout
- France : 30 octobre 2013 sur France 2

- Yves Camdeborde (Chef cuisinier)
- Arnaud Ducret (Employé à la construction de la crèche)
- Alban Casterman (directeur de cabinet de la mairie)

### Épisode 2:Mamie Blues
- France : 30 octobre 2013 sur France 2

- Marthe Villalonga (la grand-mère de Fabienne)
- Zabou Breitman (Eve de Colbert,  patronne de Boréal)
- Eva Darlan (Monique,  la mère de Valérie Bouley)
- Stéphane De Groodt (Pierre-Henri Delage)

### Épisode 3:Une petite zone de turbulence
- France : 6 novembre 2013 sur France 2

- Zabou Breitman (Eve de Colbert,  patronne de Boréal)
- Gilles Gaston-Dreyfus (Mr Dumont,  le numéro 1 de l'entreprise Binet)
- Philippe Du Janerand (Mr Martin,  le psychologue)
- Tatiana Gousseff (Mme Dumont,  la candidate pour l'élection des parents d'élèves)
- Cécile Rebboah (Corinne,  l'ami, collègue de Valérie)

### Épisode 4:Dernier tango au château
- France : 6 novembre 2013 sur France 2

- Pascal Demolon (Henri,  le wedding planner)
- Zabou Breitman (Eve de Colbert,  patronne de Boréal)
- Philippe Du Janerand (Mr Martin,  le psychologue)

### Épisode 5:Tricher n'est pas jouer
- France : 13 novembre 2013 sur France 2

### Épisode 6:Un mariage et quelques emmerdements
- France : 13 novembre 2013 sur France 2

- Corinne Massiero

### Épisode 7:Love coach
- France : 20 novembre 2013 sur France 2

### Épisode 8:Tous ensemble!
- France : 20 novembre 2013 sur France 2